# Thurstan Hunt
Pour les articles homonymes, voir Hunt.
Thurstan Hunt, né en 1555 près de Leeds (Angleterre) et mort (exécuté) le 3 avril 1601 à Lancaster en Angleterre, est un prêtre catholique anglais. Refusant de signer l'acte d'allégiance à la reine il est accusé de trahison et exécuté. 

## Biographie
Né dans une famille semble-t-il restée fidèle à l'Église catholique, il se destine à la prêtrise. Ne pouvant faire les études nécessaires dans son pays, il s'exile et passe sur le continent. Il est inscrit au collège anglais de l'université de Reims où il y achève ses études de théologie en 1584 avant d'être ordonné prêtre l'année suivante par le Cardinal de Guise. Ordonné il retourne secrètement en Angleterre où il officie clandestinement comme prêtre principalement dans le Yorkshire et Cheshire pendant près de 15 ans.
Il est arrêté en septembre 1600 près de Preston alors qu'il participait à une opération visant, par la force, à libérer le prêtre clandestin Robert Middleton alors conduit vers sa prison. Emprisonné à Londres il est transféré à Lancaster pour y être jugé. Refusant de signer le serment d'allégeance au souverain, ce qui aurait signifié qu'il reconnaissait ce dernier comme chef suprême de l'Église et non le pape, il est alors considéré comme traître et condamné à mort. Il subit le supplice réservé aux traîtres à savoir pendaison, éviscération et écartèlement.

## Robert Middleton
Pour les articles homonymes, voir Robert Middleton (homonymie).
Robert Middleton est né à York dans une famille anglaise demeurée fidèle à l'Église catholique. Il semble qu'il se soit converti à l'anglicanisme avant de revenir à son catholicisme - d'aucuns disent que le martyr de Margaret Clitherow en 1586 eut un grand impact sur lui. Désirant finalement se faire prêtre mais ne pouvant étudier la théologie catholique chez lui, il doit se rendre sur le continent pour sa formation théologique. Il rejoint Reims avant Séville et finalement Rome et son collège anglais en 1597. Il est ordonné prêtre en 1598. De retour en Angleterre il exerce comme prêtre dans la région de Lancaster. Une lettre atteste alors qu'il aurait demandé à devenir jésuite. En septembre 1600 il est capturé et malgré une opération de sauvetage menée par Thurston Hunt et ses complices mais avortée il est emprisonné, jugé et condamné à mort. Il subit le traitement réservé au traître à savoir pendaison, éviscération et écartèlement. Avec lui est exécuté Thurston Hunt arrêté par la même occasion. 

## Vénération
Reconnus comme martyrs par l'Église catholique, Thurstan Hunt et Robert Middleton sont béatifiés en 1987 par le pape Jean-Paul II. Figurant parmi les martyrs de Douai Robert Middleton est aussi l'un des quatre-vingt-cinq martyrs d'Angleterre et de Galles béatifiés par ce dernier et vénérés par l'Église catholique le 26 février. Ils sont tous les deux vénérés ensemble le 3 avril.